# Pavel Karafiát
Pavel Karafiát (* 26. června 1953) je bývalý český fotbalový záložník.

## Fotbalová kariéra
V československé lize hrál za Slavii Praha a Škodu Plzeň. Nastoupil v 71 prvoligových utkáních a dal v nich 6 gólů. Do Slavie přišel ze Sokolova. Začínal v TJ Mariánské Lázně.

## Ligová bilance
| Ročník                                   | Zápasy | Góly | Minuty | Klub         |
| ---------------------------------------- | ------ | ---- | ------ | ------------ |
| 1. československá fotbalová liga 1974/75 | 15     | 1    | 609    | Slavia Praha |
| 1. československá fotbalová liga 1976/77 | 24     | 3    | 1 598  | Škoda Plzeň  |
| 1. československá fotbalová liga 1977/78 | 21     | 2    | 790    | Škoda Plzeň  |
| 1. československá fotbalová liga 1978/79 | 11     | 0    | 649    | Škoda Plzeň  |
| CELKEM 1. liga                           | 71     | 6    | 3 646  |              |